# Tavaszpont

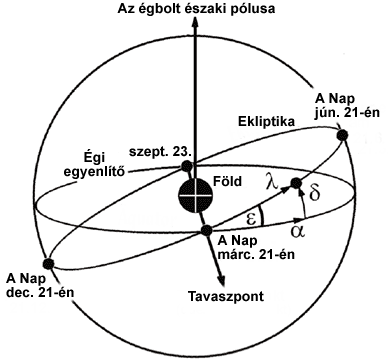
A Nap látszólagos éves útja a Tavaszpont jelölésével

A tavaszpont az égboltnak egy nevezetes fiktív pontja: az égi egyenlítő és az ekliptika két metszéspontja közül az, ahol a Nap éves látszólagos mozgása során a déli félgömbről az északira lép. Napjának tradicionálisan március 21-ét tekintjük, pontos időpontját a csillagászati évkönyvek közlik. Ekkor van a Föld északi féltekéjén a tavaszi nap-éj egyenlőség, ami egyben a csillagászati tavasz kezdete (az északi félteke évszakai szerint, a déli félgömbön ekkor az őszi napéjegyenlőség van).
Egyezményes jele a kosszarv, mivel több mint 2000 évvel ezelőtt – és a nyugati asztrológia szerint ma is – ekkor lép a Nap a Kos jegyébe. Csillagászatilag napjainkban a Halak jegyében van ilyenkor a Nap.
A tavaszpont a II. egyenlítői és az ekliptikai koordináta-rendszerek kezdőpontja.
Ugyanakkor az I. egyenlítői koordináta-rendszerrel is kapcsolatban van. A csillagidő egyik egysége, a csillagnap akkor kezdődik, amikor a tavaszpont delel, így a pillanatnyi helyi csillagidő nem más, mint a tavaszpont óraszöge.
A tavaszpont a precesszió hatására nagyon lassan végigvándorol az ekliptikán az óramutató járásával megegyező (retrográd) irányban, évente 50,3"-et téve meg. Körülbelül a 27. században ér át a Vízöntőbe.

## A tavaszpont a kultúrtörténetben
A tavaszpont meghatározása nagyon fontos volt a múltban, ugyanis ezzel lehetett ellenőrizni a naptárak pontosságát. A julián naptár pontatlanságát legjobban a tavaszpont elmozdulása mutatta (vagyis az, hogy a tavaszpont nem március 21-ére esett), és emiatt vált szükségessé a Gergely-naptár megalkotása és bevezetése, amire 1582-ben került sor.
A New Age mozgalom önmeghatározásában is annak van jelentősége, hogy napjainkban a tavaszpont a Halak csillagjegyből a Vízöntő csillagjegybe kerül.